# His Friend's Wife

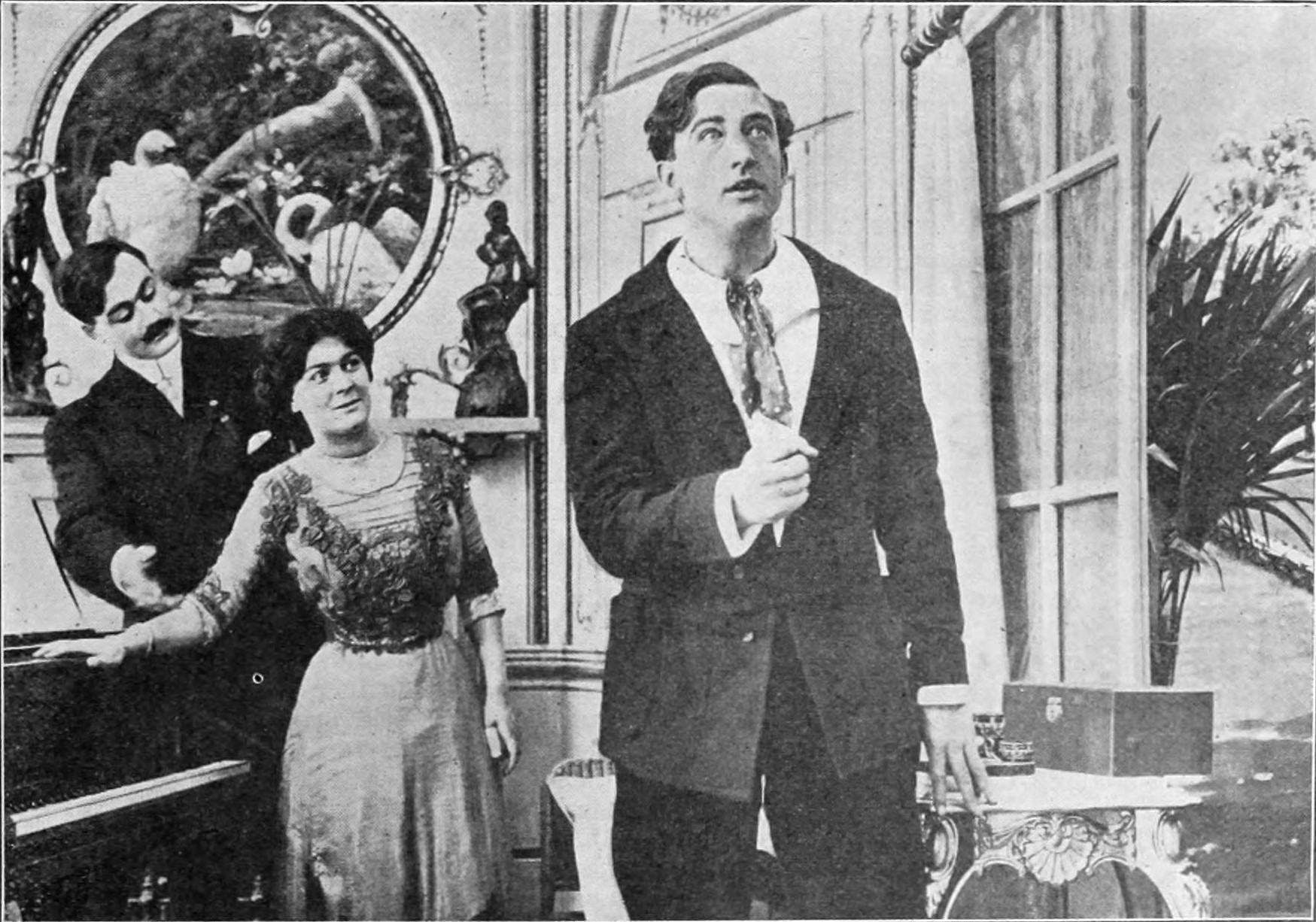

His Friend's Wife è un cortometraggio muto del 1911 diretto da Harry McRae Webster.
Segna l'esordio sugli schermi di Francis X. Bushman: l'attore diventerà in seguito popolarissimo, tanto da meritarsi il titolo di The King ben prima che questo venga assegnato a Clark Gable.

## Produzione
Il film fu prodotto dalla Essanay Film Manufacturing Company

## Distribuzione
Distribuito dalla General Film Company, il film - un cortometraggio in una bobina - uscì nelle sale cinematografiche statunitensi il 6 giugno 1911.